# Aloha, Scooby Doo
Aloha, Scooby Doo (ang. Aloha, Scooby-Doo!) – 13 film animowany i 8 animowany pełnometrażowy z serii Scooby Doo, powstały w roku 2005.
Film emitowany w Polsce na kanale Cartoon Network. Premiera miała miejsce 9 września 2006 roku o godz. 19:00 w Kinie CN.

## Fabuła
Scooby Doo i spółka docierają na Hawaje. Tam rozpoczyna się kolejna zagadka. Będą musieli się zmierzyć z małymi potworkami z wyspy, które są tak naprawdę robocikami, wraz z ich przywódcą Wiki Tiki.

## Obsada
- Frank Welker –
  - Fred Jones
  - Scooby Doo
  - Wiki Tiki
- Casey Kasem – Kudłaty Rogers
- Grey DeLisle –
  - Daphne Blake
  - Ciocia Mahina
  - Kobieta
- Mindy Cohn – Velma Dinkley
- Mario Lopez – Manu Tuiama
- Ray Bumatai – Mały Jim
- Teri Garr – Burmistrz Molly Quinn
- Adam West – Jared Moon
- Tom Kenny – Ruben Laluna
- Tia Carrere – Snookie
- Dee Bradley Baker – różne głosy

## Wersja polska
Wersja polska: Master Film na zlecenie Warner Bros.

Reżyseria: Dobrosława Bałazy

Dialogi: Dorota Filipek-Załęska

Dźwięk: Renata Gontarz

Montaż: Jan Graboś

Kierownictwo produkcji: Beata Jankowska

Wystąpili:
- Ryszard Olesiński – Scooby Doo
- Jacek Bończyk – Kudłaty
- Beata Jankowska-Tzimas – Daphne
- Agata Gawrońska – Velma
- Jacek Kopczyński – Fred
- Anna Apostolakis – burmistrz Molly Quinn
- Cezary Kwieciński – Mały Jim
- Zbigniew Suszyński – Manu Tuiama
- Adam Bauman – Jared Moon
- Jarosław Domin – Ruben Laluna
- Miriam Aleksandrowicz – ciocia Mahina
- Krystyna Kozanecka – Snookie